# 羽前金沢駅
羽前金沢駅（うぜんかねざわえき）は、山形県東村山郡中山町金沢にある、東日本旅客鉄道（JR東日本）左沢線の駅である。

## 歴史
- 1951年（昭和26年）12月25日：開業[2]。
- 1987年（昭和62年）4月1日：国鉄分割民営化により、JR東日本の駅となる[3]。
- 2003年（平成15年）3月16日：待合室およびトイレを改築。
- 2024年（令和6年）
  - 3月16日：ICカード「Suica」の利用が可能となる[4][5]。
  - 10月1日：えきねっとQチケのサービスを開始[1][6]。

## 駅構造
単式ホーム1面1線を有する地上駅である。寒河江駅管理の無人駅で、簡易Suica改札機が設置されている。
待合室とトイレがある建物は2003年（平成15年）に完成し、駐輪場が設置されている。待合室の屋根の形は、大空に羽ばたく翼をモチーフに制作された。

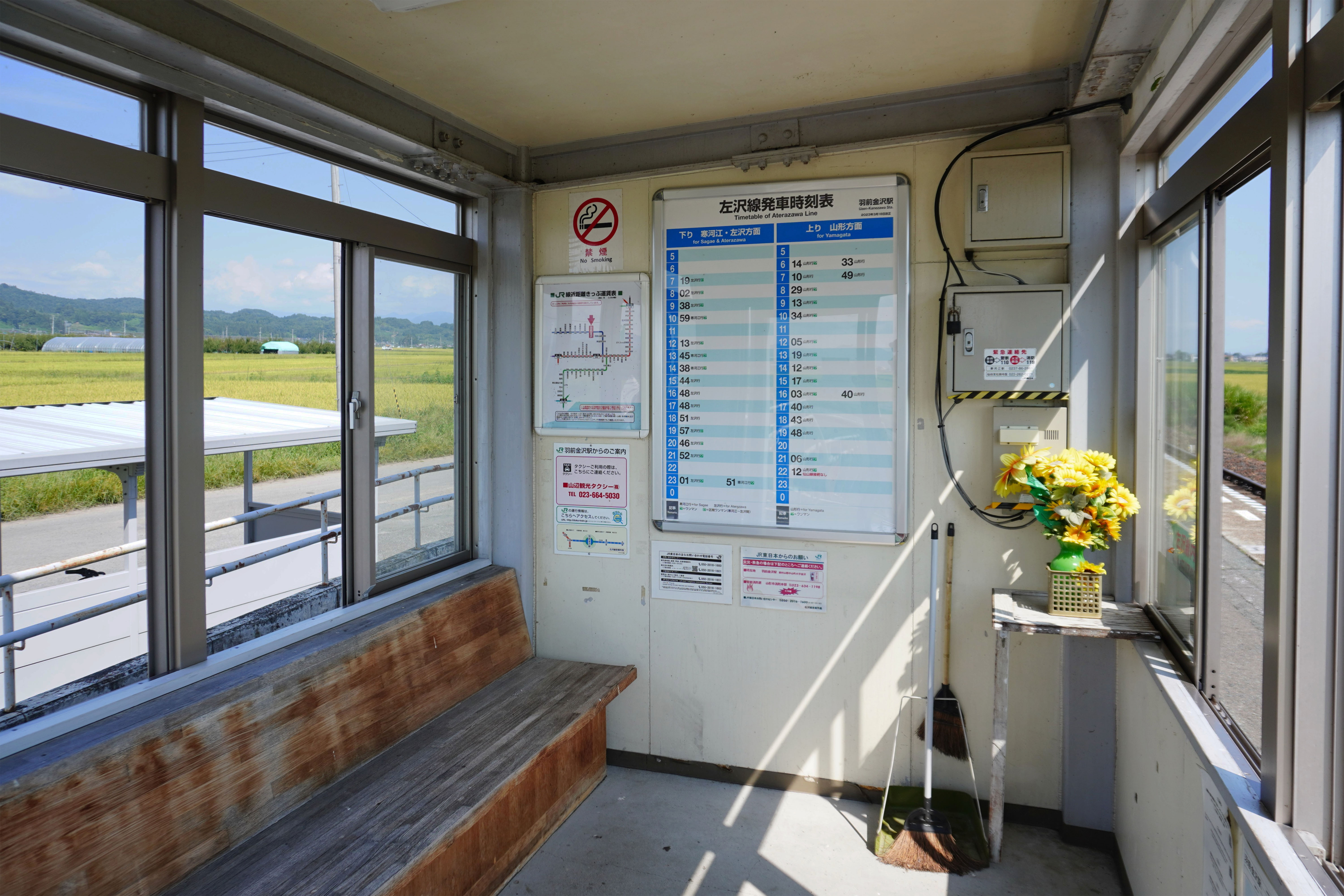
待合室（2023年9月）
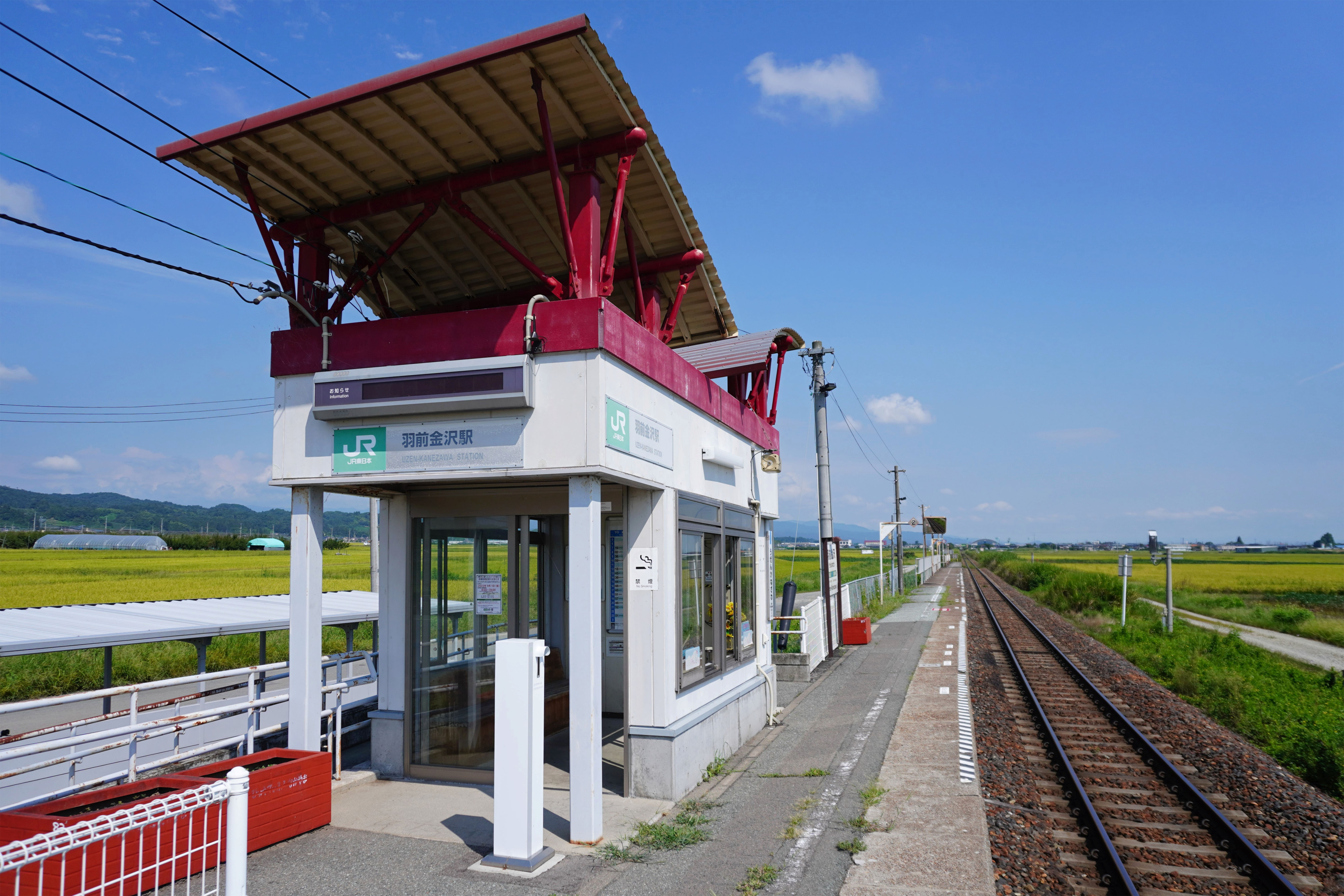
待合室とホーム（2023年9月）

## 利用状況
「山形県の鉄道輸送」によると、2000年度（平成12年度）- 2004年度（平成16年度）の1日平均乗車人員の推移は以下のとおりであった。
| 乗車人員推移       | 乗車人員推移     | 乗車人員推移 |
| 年度               | 1日平均 乗車人員 | 出典         |
| ------------------ | ---------------- | ------------ |
| 2000年（平成12年） | 26               | [ 7 ]        |
| 2001年（平成13年） | 27               | [ 7 ]        |
| 2002年（平成14年） | 24               | [ 7 ]        |
| 2003年（平成15年） | 26               | [ 7 ]        |
| 2004年（平成16年） | 30               | [ 7 ]        |

## 駅周辺
周囲は田んぼのみで、西側に金沢（かねざわ）という集落がある。
- 国道458号

## 隣の駅
東日本旅客鉄道（JR東日本）
■左沢線
羽前山辺駅 - 羽前金沢駅 - 羽前長崎駅